# Râul Untu, Boșorogu
Râul Untu este un curs de apă, afluent al râului Boșorogu. 